# 10113 Alantitle
10113 Alantitle è un asteroide della fascia principale. Scoperto nel 1992, presenta un'orbita caratterizzata da un semiasse maggiore pari a 2,6058484 au e da un'eccentricità di 0,1517662, inclinata di 11,21393° rispetto all'eclittica.